# The People United Will Never Be Defeated!
The People United Will Never Be Defeated! (1975) es una composición para piano del compositor norteamericano Frederic Rzewski. Es una serie de 36 variaciones sobre la canción chilena El pueblo unido jamás será vencido, creada por Sergio Ortega y Eduardo Carrasco, e interpretada originalmente por el grupo Quilapayún. La composición se estrenó el 7 de febrero de 1976, interpretada por Ursula Oppens como parte de la serie de piano del Bicentenario en el centro John F. Kennedy para las Artes Escénicas. Su duración es de aproximadamente 50 minutos.

## Historia
La canción sobre la cual se basan las variaciones es uno de muchos temas surgidos de la música que llevó al poder en Chile a la coalición política Unidad Popular entre 1969 y 1973, antes del Golpe de Estado del 11 de septiembre de 1973 que acabó con el gobierno de Salvador Allende. Rzewski compuso las variaciones en septiembre y octubre de 1975, como una referencia a la interminable lucha de la gente chilena contra un régimen represivo recién impuesto; el trabajo contiene también alusiones a otras luchas izquierdistas del mismo tiempo inmediatamente precedente, entre ellas la canción tradicional socialista italiana Bandiera Rossa y Solidarity Song (la Canción de Solidaridad) de Bertolt Brecht y Hanns Eisler.

## Análisis
En general, las variaciones son cortas, agrupadas en seis grupos de seis; muchos pianistas consideran las demandas técnicas de este trabajo entre las más duras de cualquier obra conocida del siglo XX. El compositor Christian Wolff ha sugerido que en cada grupo, las primeras cinco representan los dedos de la mano, con la sexta representando el puño cerrado.

## Variaciones
- Variación 1 - Delicado más firme.
- Variación 2 - Con firmeza.
- Variación 3 - Suavemente más lento, con ondas expresivas.
- Variación 4 - Marcado.
- Variación 5 - Como un sueño, congelado.
- Variación 6 - Mismo tempo que el comienzo.
- Variación 7 - Ligeramente, impacientemente.
- Variación 8 - Con agilidad; no mucho pedal; quebradizo.
- Variación 9 - Uniformemente.
- Variación 10 - Cómodo, imprudentemente.
- Variación 11 - Tempo I, como fragmentos de una melodía ausente — en tiempo estricto.
- Variación 12
- Variación 13
- Variación 14 - Un poco más rápido, optimista.
- Variación 15 - Flexible, como en una improvisación.
- Variación 16 - Un mismo tempo como el precedente, con fluctuaciones; mucho pedal / Expansivo, con una sensación victoriosa.
- Variación 17 -
- Variación 18
- Variación 19 - Con energía.
- Variación 20 - Quebrado, preciso.
- Variación 21 - Implacable, inflexible.
- Variación 22
- Variación 23 - Tan rápido cuanto sea posible, con algún rubato.
- Variación 24
- Variación 25
- Variación 26 - De una manera militar.
- Variación 27 - Mecer, como una expresión de esperanza: cadenza.
- Variación 28
- Variación 29
- Variación 30
- Variación 31
- Variación 32
- Variación 33
- Variación 34
- Variación 35
- Variación 36 - Tema: reprise.